# Kevin Wimmer
Kevin Wimmer [kevin vimr] (* 15. listopadu 1992, Wels) je rakouský fotbalový obránce a bývalý mládežnický i seniorský reprezentant, od července 2023 hráč slovenského klubu ŠK Slovan Bratislava. Mimo Rakousko působil na klubové úrovni v Německu, Belgii a ve Velké Británii (Anglii). Nastupuje na stoperu (ve středu obrany), může však hrát i na jejím levém kraji. Jeho otec Wolfgang Wimmer je bývalý fotbalista a nyní trenér brankářů.

## Klubová kariéra
Svoji fotbalovou kariéru začal v mužstvu FC Gartner EDT, odkud v žácích přestoupil do klubu LASK Linz.

### LASK Linz
V létě 2010 se propracoval do seniorské kategorie Linzu, avšak v sezoně 2010/11 nastupoval pouze za rezervu tehdy působící v regionální soutěži. Debut v lize v dresu "áčka" si připsal v následujícím ročníku v pátém kole hraném 29. července 2011 v souboji s týmem First Vienna FC 1894 (výhra 1:0), nastoupil na celý zápas. Proti stejnému soupeři zaznamenal na podzim 2011 svůj první gól v sezoně a podílel se na domácím vítězství 4:0. Podruhé v tomto ročníku 2011/12 skóroval téměř o měsíc později proti celku SV Grödig (výhra 2:1), prosadil se ve 49. minutě. Následně se trefil v souboji s mužstvem SCR Altach (výhra 3:2), když v 73. minutě zvyšoval na průběžných 3:1. Svoji čtvrtou branku v sezoně vsítil na jaře 2012 proti klubu SKN St. Pölten ve 29. kole, když ve 40. minutě vyrovnával na konečných 1:1.

### 1. FC Köln
Před ročníkem 2012/13 zamířil do německého týmu 1. FC Köln, kde se okamžitě stal členem základní sestavy. Ligový debut zde absolvoval 5. 8. 2012 v úvodním kole v souboji s týmem Eintracht Braunschweig (prohra 0:1), odehrál 85 minut. Své první dva góly v dresu Kölnu zaznamenal na podzim 2013 a na jaře 2014, když po jedné brance dal v soubojích s mužstvy FC St. Pauli (výhra 3:0) a SpVgg Greuther Fürth (remíza 1:1). V sezoně 2013/14 pomohl k rekordu v 2. Bundeslize, kde Kolín ve 34 zápasech inkasoval pouze 20 gólů a jasně si tak zajistil postup do nejvyšší soutěže. V následujícím ročníku byl německým deníkem Kicker vyhlášen 7. nejlepším obráncem Bundesligy.

### Tottenham Hotspur FC
V květnu 2015 přestoupil do Tottenhamu Hotspur z Anglie za 4,3 milionu liber. Přes obrannou dvojici Vertonghen – Alderweireld se ale nedokázal prosadit. Ligový debut přišel až 23. ledna 2016, když se v utkání proti Crystalu Palace zranil Vertonghen. Wimmer se chopil své šance, až do Vertonghenova návratu odehrál devět ligových zápasů, v nichž „Spurs“ inkasovali šest branek. Po skončení této sezony 2015/16 podepsal novou pětiletou smlouvu, která ho měla v klubu udržet do léta 2021. V přípravě na ročníku 2016/17 se zranil, což mu v široké konkurenci nepomohlo. V říjnu měl zranění Alderweireld, jeho místo v sestavě ale zaujal Eric Dier. Do sestavy se hráč dostal až v listopadu přes zranění Dele Alliho. Hned prvním zápasem bylo vypjaté derby s Arsenalem FC, kde si dal vlastní gól, když se snažil odkopnout přímý kop Mesuta Özila, utkání skončilo 1:1. S Tottenhamem se během tohoto působení představil v základní skupině Evropské ligy UEFA i Lize mistrů UEFA.

### Stoke City FC
Před sezonou 2017/18 odešel v rámci Anglie za 18 milionů liber (~ 540 milionů CZK) na přestup do týmu Stoke City FC. S vedením uzavřel kontrakt na pět let. Zmíněná částka byla historicky druhý nejdražší nákup Stoke. Jeho angažmá ale nezačalo dobře, podával špatné výkony, za které byl velmi kritizován. Jeho výkony se v průběhu sezony nezlepšily, pod novým koučem Paulem Lambertem si nezahrál, a Stoke sestoupil do EFL Championship. Mezi fanoušky byl Wimmer považován za „flop“ a prosákla informace, že mužstvo by nemělo problém hráče prodat, pokud by přišla adekvátní nabídka.

### Hannover 96 (hostování)
V létě 2018 se na roční hostování s opcí vrátil do Německa, kde oblékal dres klubu Hannover 96. Premiéru v lize si zde odbyl v úvodním kole proti Werderu Brémy, když při remíze 1:1 na hřišti soupeře nastoupil na celých 90 minut. Opce na trvalý přestup by se aktivovala ve chvíli, kdy by hráč odehrál minimálně 24 ligových utkání. To ale nenastalo, jelikož cena za předkupní právo byla pro Hannover vysoká (10,5 milionu liber), a tak nechali Wimmera nastoupit pouze do 22 střetnutí. Na jaře 2019 navíc s mužstvem zažil sestup do druhé ligy.

### Royal Excel Mouscron (hostování)
V ročníku 2019/20 hostoval v belgickém týmu Royal Excel Mouscron. Premiérový ligový zápas si za Mouscron připsal v souboji s mužstvem KV Kortrijk (výhra 2:0), odehrál celý zápas. Během roku nastupoval pravidelně a absolvoval celkem 17 utkání v lize.

### Karlsruher SC (hostování)
Před jarem 2021 zamířil na hostování do klubu Karlsruher SC. Oblékl tak ve své kariéře po Kölnu a Hannoveru dres třetího německého týmu. V mužstvu tehdy působícího v tamní druhé nejvyšší soutěži zažil ligový debut ve 20. kole hraném 7. 2. 2021 proti týmu SSV Jahn Regensburg, kdy se podílel na bezbrankové domácí remíze 0:0. Po půl roce v Karlsruheru jeho působení nebylo prodlouženo a odešel zpět do mateřského celku.

### SK Rapid Vídeň

#### Sezóna 2021/22
V květnu 2021 ve Stoku předčasně skončil a vrátil se do vlasti, kde podepsal jako volný hráč kontrakt s Rapidem Vídeň. V průběhu podzimní části sezony se se svým zaměstnavatelem představil ve druhém předkole Ligy mistrů UEFA 2021/2022, kde však po výhře 2:1 doma a prohře 0:2 nestačili na Spartu Praha. Po vypadnutí s tímto soupeřem byli přesunuti do předkol Evropské Ligy UEFA 2021/2022, kde vybojoval s Rapidem postup přes mužstvo Anorthosis Famagusta z Kypru (výhra 3:0 doma a prohra 1:2 venku) a ukrajinský klub FC Zorja Luhansk (výhry 3:0 doma a 3:2 venku) do skupinové fáze. S vídeňským celkem byli nalosování do základní skupiny H, kde v konfrontaci se soupeři: KRC Genk (Belgie), West Ham United FC z Londýna (Anglie) a GNK Dinamo Záhřeb (Chorvatsko) skončili na třetím místě tabulky a postoupili díky tomu do jarního předkola play-off Evropské konferenční ligy UEFA 2021/2022, kde jej vyřadil po výhře 2:1 doma a prohře 0:2 venku nizozemský tým Vitesse z Arnhemu. 
Své první střetnutí v lize si zde odbyl v úvodním kole v souboji s mužstvem TSV Hartberg (prohra 0:2), nastoupil na 90 minut. Poprvé a zároveň i naposledy v sezoně skóroval 20. února 2022 proti Sturmu Graz, když v 83. minutě srovnával na konečných 2:2.

#### Sezóna 2022/23
S Rapidem Vídeň postoupil na podzim 2022 přes Lechii Gdańsk z Polska (remíza 0:0 doma a výhra 2:1 venku) a ázerbájdžánský klub Neftçi Bakı PFK (prohra 1:2 venku a výhra 2:0 doma po prodloužení) do čtvrtého předkola - play-off Evropské konferenční ligy UEFA 2022/2023, kde však se spoluhráči nestačili po remíze 1:1 venku a prohře 0:1 doma na celek FC Vaduz z Lichtenštejnska a do základní skupiny se nekvalifikovali. V jarní části ročníku 2022/23 postoupil s vídeňským týmem až do finále domácího poháru, kde však podlehl se svým zaměstnavatelem na neutrální hřišti v Hypo-Areně v Klagenfurtu mužstvu SK Sturm Graz v poměru 0:2.

### ŠK Slovan Bratislava

#### Sezóna 2023/24
Před sezonou 2023/24 podepsal tříletou smlouvu se slovenským klubem ŠK Slovan Bratislava, úřadujícím mistrem ligy. Se Slovanem postoupil krátce po svém příchodu přes lucemburský tým FC Swift Hesper (remíza 1:1 doma a výhra 2:0 venku) a celek HŠK Zrinjski Mostar z Bosny a Hercegoviny (výhra 1:0 venku a remíza 2:2 doma) do třetího předkola Ligy mistrů UEFA 2023/2024, ve kterém nehrál, jeho spoluhráči vypadli po prohrách 1:2 doma a 1:3 venku s izraelským mužstvem Makabi Haifa FC a byli přesunuti do čtvrtého předkola - play-off Evropské ligy UEFA 2023/2024, kde se svým zaměstnavatelem nepostoupili po domácí výhře 2:1 a prohře 2:6 venku přes klub Aris Limassol z Kypru a kvalifikovali se tak do skupinové fáze Evropské Konferenční ligy UEFA 2023/2024. Se Slovanem Bratislava byli zařazeni do základní skupiny A, kde v konfrontaci s kluby Lille OSC (Francie) - (prohra 1:2 venku a remíza 1:1 doma), NK Olimpija Lublaň (Slovinsko) - (výhra 1:0 venku a prohra 1:2 doma) a KÍ Klaksvík (Faerské ostrovy) - (výhry doma i venku 2:1). skončili se ziskem deseti bodů na druhém místě tabulky a podruhé za sebou postoupili do jarní vyřazovací části této soutěže. V ní však vypadli se spoluhráči již v šestnáctifinále po prohrách 1:4 venku a 0:1 doma se Sturmem Graz z Rakouska. Celkem v tomto ročníku pohárové Evropy odehrál Wimmer 11 zápasů, v nichž gól nedal. 
Ligový debut zde zažil v úvodním kole proti tehdejšímu nováčkovi týmu FC Košice (remíza 0:0), odehrál celý zápas. V jarní části sezony 2023/2024 pomohl Slovanu Bratislava k šestému ligovému titulu v řadě a celkově jubilejnímu 30. v historii mužstva.

#### Sezóna 2024/25
Se Slovanem postoupil na podzim 2024 přes severomakedonský klub FC Struga (výhry 4:2 doma a 2:1 venku), tým NK Celje ze Slovinska (remíza 1:1 venku a výhra 5:0 doma), mužstvo APOEL FC z kyperského města Nikósie (výhra 2:0 doma a remíza 0:0 venku) a celek FC Midtjylland z Dánska (remíza 1:1 venku a výhra 3:2 doma) z prvního předkola až do hlavní části Ligy mistrů UEFA 2024/2025, do které se bratislavský klub dostal poprvé ve své historii. V ligové fázi tehdy hrající se novým formátem se se spoluhráči střetli s týmy Manchester City FC (Anglie) - (prohra 0:4 doma), FC Bayern Mnichov (Německo) - (prohra 1:3 venku), Atlético Madrid (Španělsko) - (prohra 1:3 venku), AC Milán (Itálie) - (prohra 2:3 doma), GNK Dinamo Záhřeb (Chorvatsko) - (prohra 1:4 doma), Celtic FC (Skotsko) - (prohra 1:5 venku), VfB Stuttgart (Německo) - (prohra 1:3 doma) a Girona FC (Španělsko) - (prohra 0:2 venku) a v konečné tabulce složené ze všech mužstev postoupivších do ligové fáze skončili na 35. místě a do vyřazovací fáze nepostoupili. Celkem v tomto ročníku pohárové Evropy odehrál Wimmer 13 utkání a vsítil v nich jednu branku, konkrétně proti Celticu. Jednalo se o historicky první gól Slovanu v hlavní části Ligy mistrů. Na jaře 2025 vybojoval se Slovanem Bratislava po domácí výhře 4:3 nad celkem MŠK Žilina sedmý ligový titul v řadě.

## Klubové statistiky
Aktuální k 18. květnu 2025
| Sezona    | Klub                         | Soutěž                  | Zápasy | Góly |
| --------- | ---------------------------- | ----------------------- | ------ | ---- |
| 2010/2011 | LASK Linz B                  | Regionalliga Central    | 17     | 0    |
| 2011/2012 | LASK Linz                    | 2. liga                 | 28     | 4    |
| 2012/2013 | 1. FC Köln                   | 2. Bundesliga           | 9      | 0    |
| 2013/2014 | 1. FC Köln                   | 2. Bundesliga           | 26     | 2    |
| 2014/2015 | 1. FC Köln                   | Bundesliga              | 32     | 0    |
| 2015/2016 | Tottenham Hotspur FC         | Barclays Premier League | 10     | 0    |
| 2016/2017 | Tottenham Hotspur FC         | Premier League          | 5      | 0    |
| 2017/2018 | Tottenham Hotspur FC         | Premier League          | 0      | 0    |
| 2017/2018 | Stoke City FC                | Premier League          | 17     | 0    |
| 2018/2019 | Hannover 96 (host.)          | Bundesliga              | 22     | 0    |
| 2019/2020 | Stoke City FC                | Premier League          | 0      | 0    |
| 2019/2020 | Royal Excel Mouscron (host.) | Jupiler PL              | 17     | 0    |
| 2020/2021 | Stoke City FC U21            | Premier League 2        | 6      | 0    |
| 2020/2021 | Karlsruher SC (host.)        | 2. Bundesliga           | 10     | 0    |
| 2021/2022 | SK Rapid Vídeň               | Bundesliga              | 21     | 0    |
| 2022/2023 | SK Rapid Vídeň               | Bundesliga              | 10     | 0    |
| 2023/2024 | ŠK Slovan Bratislava         | Niké liga               | 26     | 0    |
| 2024/2025 | ŠK Slovan Bratislava         | Niké liga               | 17     | 0    |
| 2025/2026 | ŠK Slovan Bratislava         | Niké liga               |        |      |

## Reprezentační kariéra

### Mládež a První mužstvo
Wimmer nastupoval za rakouské mládežnické výběry do 18 a 21 let. Debut v A-týmu Rakouska absolvoval 19. 11. 2013 v přátelské zápase na Ernst-Happel-Stadionu ve Vídni proti USA (výhra 1:0), na hrací plochu přišel v nastavení druhého poločasu.

### EURO 2016
Byl součástí rakouské reprezentace na EURU 2016 ve Francie, kam jej nominoval trenér Marcel Koller. S Rakouskem v základní skupině F skončil na čtvrtém nepostupovém místě tabulky, když s ním prohrál 0:2 s Maďarskem, remizoval 0:0 s Portugalskem a podlehl 1:2 Islandu. Kevin Wimmer odehrál pouze utkání s portugalskou reprezentací.

### Reprezentační zápasy
Zápasy Kevina Wimmera v A-týmu rakouské reprezentace
| 2013               | 1 | 0 |
| 2014               | 0 | 0 |
| 2015               | 1 | 0 |
| 2016               | 6 | 0 |
| 2017               | 0 | 0 |
| 2018               | 1 | 0 |
| Celkem             | 9 | 0 |
| Platí k 9. 6. 2023 |   |   |